# Code préfixe
Un code préfixe (ou code instantané) est un code ayant la particularité de ne posséder aucun mot du code ayant pour préfixe un autre mot du code.
Autrement dit, aucun mot du code (ou symbole) d'un code préfixe ne peut se prolonger pour donner un autre mot du code (ou symbole).
C'est une propriété souvent recherchée pour les codes à longueur variable, afin de pouvoir les décoder lorsque plusieurs symboles sont concaténés les uns aux autres sans qu'il soit nécessaire d'utiliser des séparateurs (les séparateurs rendent préfixes des codes non préfixes).
Ce sont des codes non ambigus.
Les codes à taille fixe sont tous des codes préfixes.

## Codes préfixes fréquents
- Pour les jeux de caractères
  - Le code UTF-8
- En compression de données :
  - Le code binaire tronqué
  - Le code de Fibonacci
  - Le code de Shannon-Fano
  - Le code de Huffman
- En télécommunications
  - L'indicatif téléphonique international
- En biologie
  - Le code génétique

## Codes préfixes avec séparateur
- En compression de données :
  - Le code unaire (le séparateur étant le 0)
- En télécommunications
  - Le code Morse (le séparateur étant l'espace)